# Tanklager

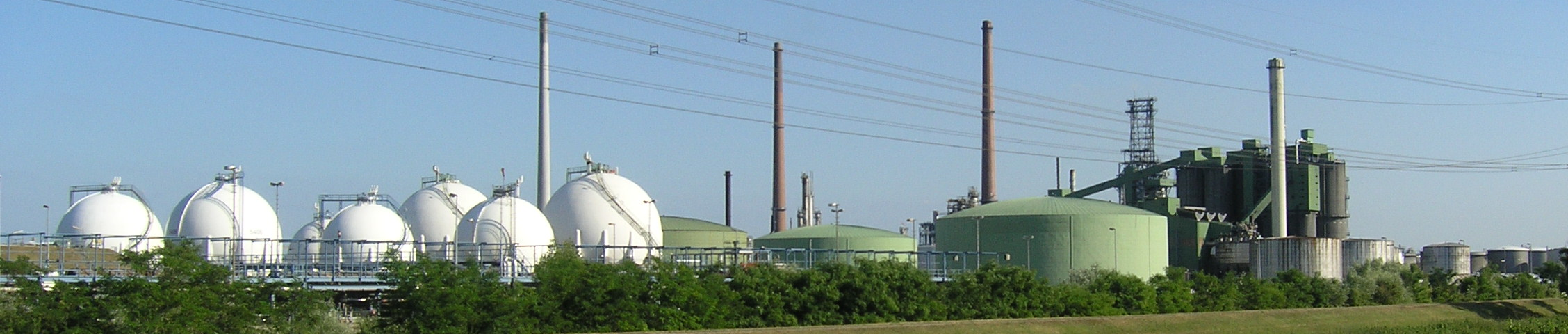
Produkten-Lager mit verschiedenen Tankformen in Karlsruhe

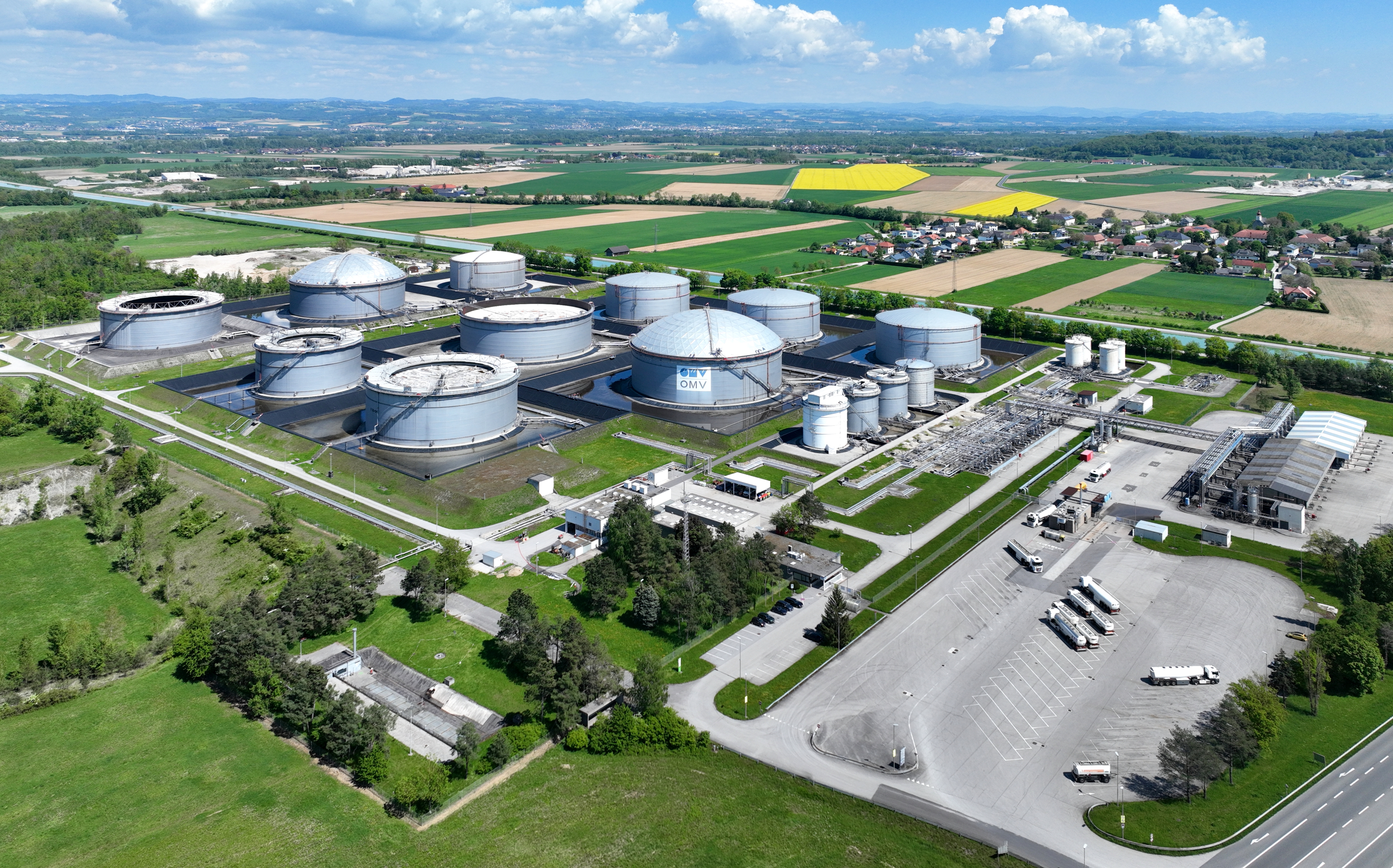
OMV-Tanklager in St. Valentin in Niederösterreich

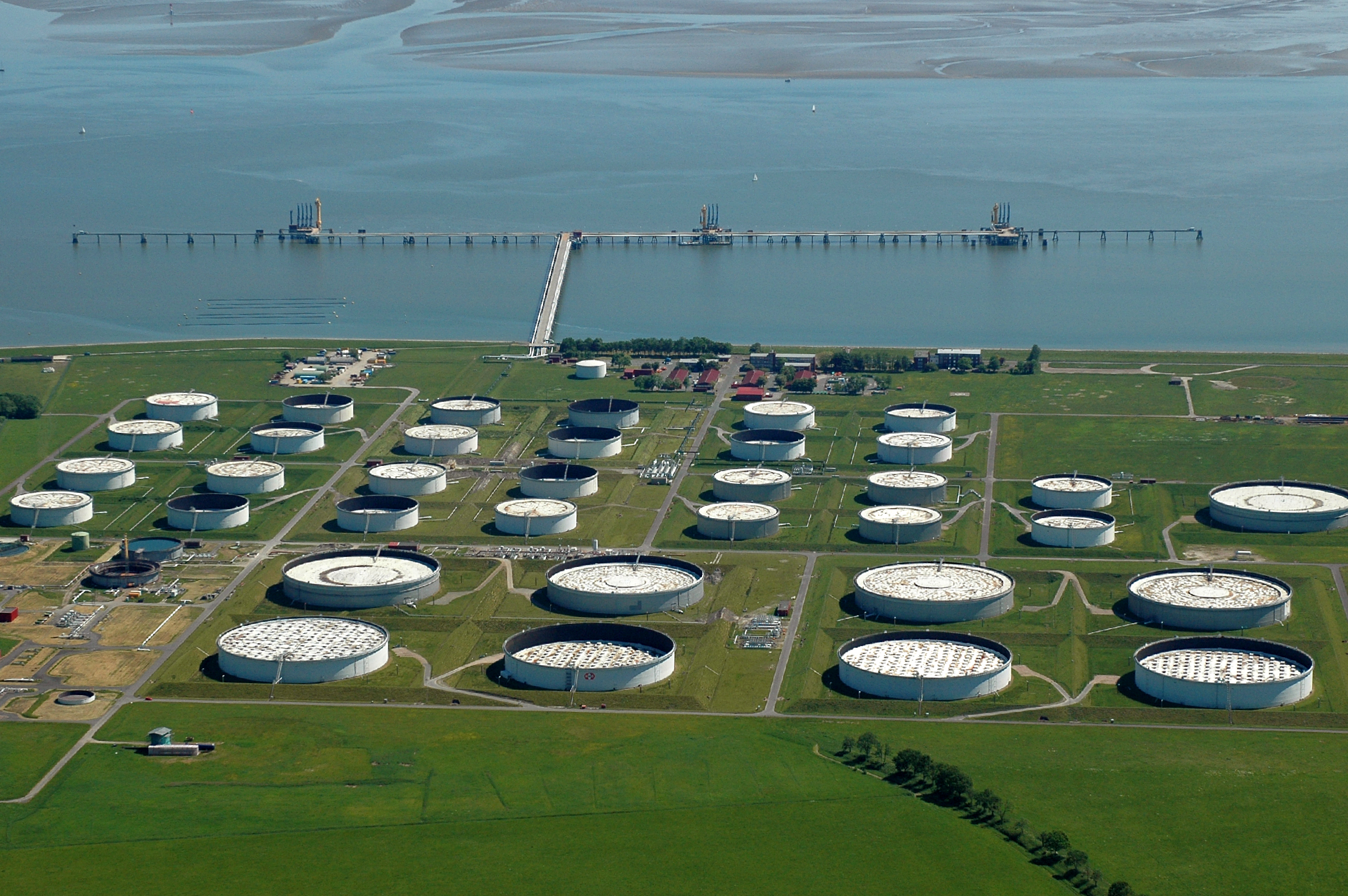
Rohöl-Tanklager in Wilhelmshaven

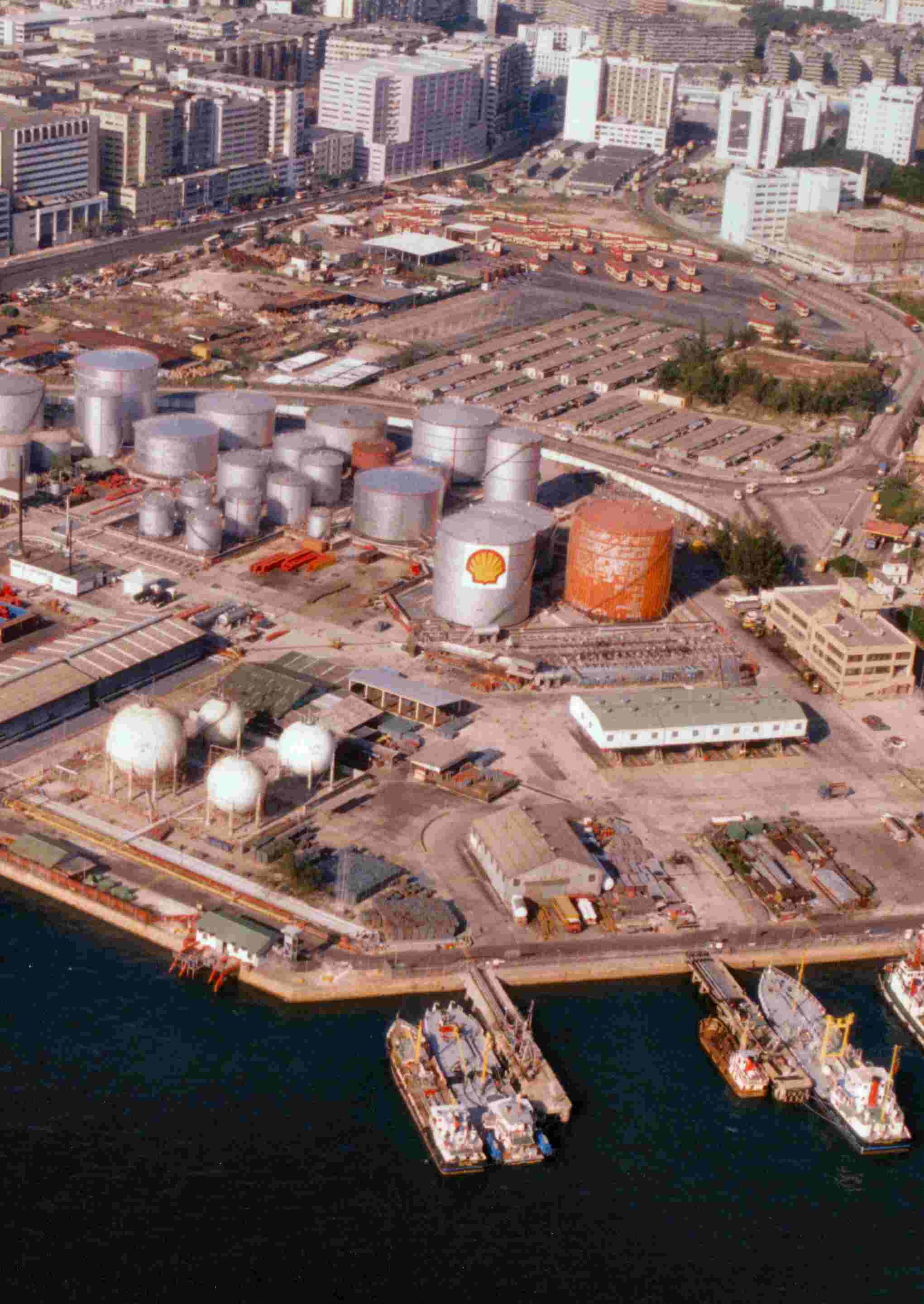
Tanklager in Kowloon Hongkong

Tanklager sind Anlagen, in denen Brenn- und/oder Treibstoffe gespeichert werden können. Sie bestehen aus einer Mehrzahl von Tanks, in denen Produkte wie Motorenbenzin, Heizöl, Dieselkraftstoff, Schweröl, Naphtha, Flüssigerdgas, Pflanzenöl oder Alkohol gelagert werden.
Tanklager werden z. B. zur Zwischenspeicherung von Erdöl bei der Ölförderung, bei Erdölhäfen, bei Erdölraffinerien, bei der Chemieindustrie und bei den Absatzmärkten für Öl- und Chemieprodukte errichtet. Ihre Beschickung und Entleerung erfolgt durch Schiffe, die Bahn (Kesselwagen), LKWs oder Pipelines. Tanklager leisten einen Beitrag zur strategischen Ölreserve.

## Bauarten von Tanklagern
Tanklager können oberirdisch oder auch unterirdisch oder als schwimmende Einheiten (FSU, FSO, FPSO) konzipiert werden. Das größte unterirdisch angelegte Tanklager der Welt mit über 300.000 Kubikmeter Fassungsvermögen war das Tanklager Farge in Bremen.